# Annessione della Crimea all'Impero russo

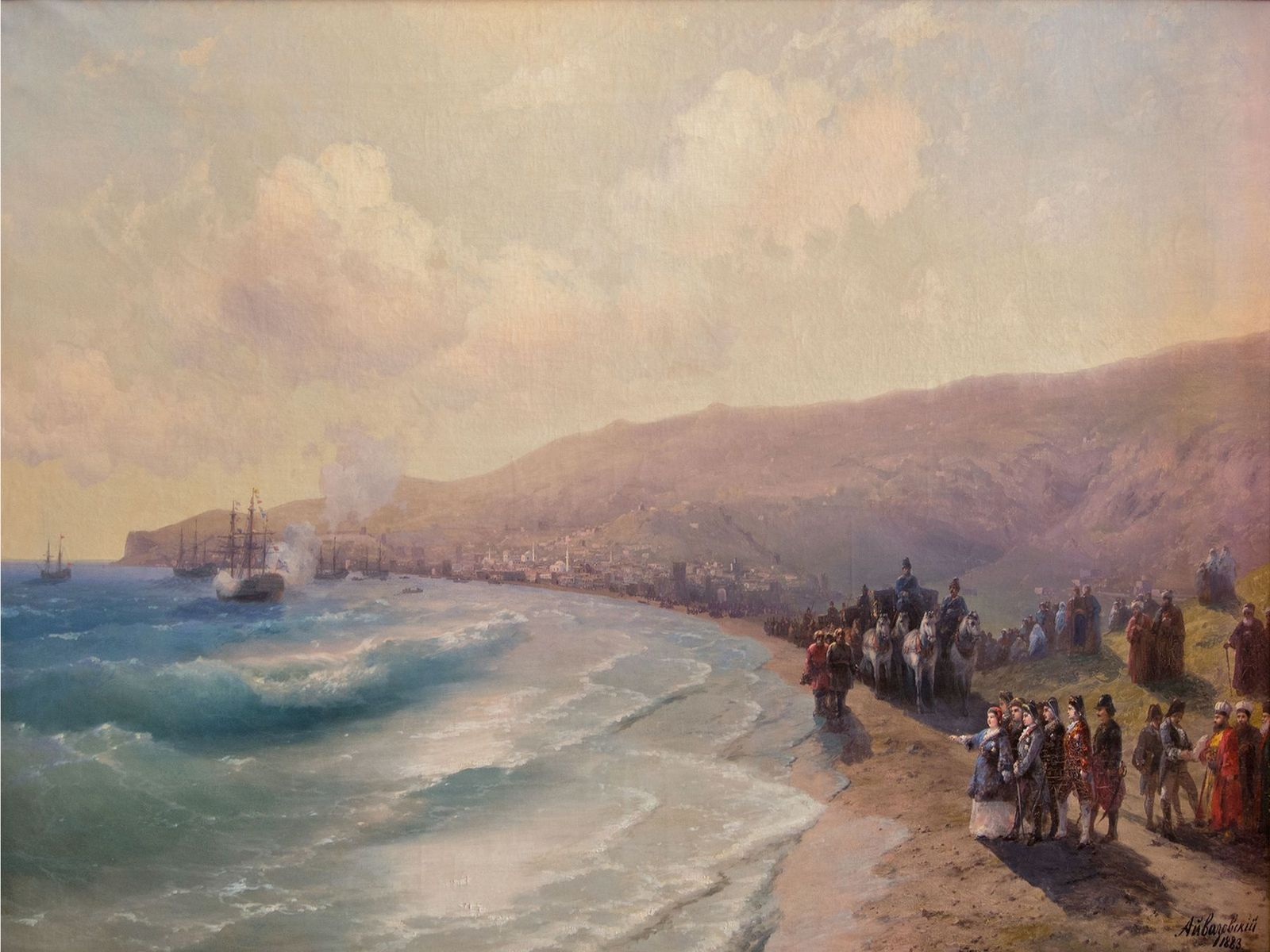
Dipinto di Ivan Konstantinovič Ajvazovskij: Arrivo di Caterina II a Feodosia.

Il 19 aprile 1783 il territorio della Crimea, precedentemente controllato dal Khanato di Crimea, fu annesso all'Impero russo.
Il periodo antecedente all'annessione fu segnato dall'interferenza russa negli affari della Crimea, da una serie di rivolte dei tatari di Crimea e dall'atteggiamento ambivalente dell'Impero ottomano. L'annessione avviò i 134 anni di dominio dell'Impero russo, che terminò con la rivoluzione russa del 1917.
Dopo essere passata di mano diverse volte durante la guerra civile russa, la Crimea fece parte della RSFS Russa dal 1921; fu quindi trasferita alla RSS Ucraina nel 1954, che divenne l'Ucraina indipendente nel 1991.
La Federazione Russa annesse la Crimea nel marzo 2014, ristabilendo il dominio russo in Crimea.

## Preludio

### Crimea indipendente (1774-1776)
Prima che la Russia sconfiggesse l'Impero ottomano nella guerra russo-turca del 1768-1774, il Khanato, popolato in gran parte da tatari di Crimea, faceva parte dell'Impero ottomano. Nel Trattato di Küçük Kaynarca, che fu il risultato di quella guerra, l'Impero ottomano fu costretto a cedere la sovranità sul Khanato, consentendogli di diventare uno stato indipendente sotto la sfera d'influenza russa. I tatari di Crimea non avevano alcun desiderio di indipendenza e possedevano un forte attaccamento emotivo all'Impero ottomano. Nel giro di due mesi dalla firma del trattato, il governo del Khanato mandò inviati agli ottomani, chiedendo loro di "distruggere le condizioni dell'indipendenza". Gli inviati affermarono che, poiché le truppe russe erano rimaste di stanza in Crimea a Yeni-Kale e Kerč', il Khanato non poteva essere considerato indipendente. Tuttavia, gli ottomani ignorarono questa richiesta, non volendo violare l'accordo con la Russia. Nel disordine che seguì alla sconfitta turca, il leader tataro Devlet Giray rifiutò di accettare il trattato al momento della sua firma. Dopo aver combattuto i russi nel Kuban' durante la guerra, attraversò lo stretto di Kerč' in Crimea e si impadronì della città di Kaffa (l'odierna Feodosia). Successivamente Devlet si impadronì del trono di Crimea, usurpando Sahib Giray. Nonostante le sue azioni contro i russi, l'imperatrice russa Caterina la Grande riconobbe Devlet come Khan.
Allo stesso tempo, tuttavia, l'Imperatrice stava preparando il suo preferito Şahin Giray, che risiedeva alla sua corte, per il ruolo. Col passare del tempo, il governo di Devlet divenne sempre più insostenibile. Nel luglio 1775 inviò un gruppo di inviati a Costantinopoli per negoziare un ritorno del Khanato di Crimea all'Impero ottomano. Questa azione sfidava direttamente il Trattato di Küçük Kaynarca, chiedendo agli ottomani di demolirlo. Il celebre diplomatico Ahmed Resmî Efendi, che aveva contribuito a redigere il trattato, si rifiutò di fornire l'assistenza al Khanato, non volendo iniziare un'altra disastrosa guerra con la Russia. L'imperatrice Caterina diede l'ordine di invadere la Crimea nel novembre 1776. Le sue forze ottennero rapidamente il controllo di Perekop, all'accesso della penisola. Nel gennaio 1777, Şahin Giray, sostenuto dalla Russia, attraversò la Crimea attraverso lo stretto di Kerč, proprio come aveva fatto Devlet. Devlet, consapevole della sua imminente sconfitta, abdicò e fuggì a Costantinopoli. Şahin fu posto come khan fantoccio, facendo infuriare la popolazione musulmana della penisola. Quando apprese questa notizia, il sultano ottomano Abdül Hamid I notò: "Şahin Giray è uno strumento. Lo scopo dei russi è prendere la Crimea." Şahin, un membro della Casa regnante dei Giray, tentò una serie di riforme per "modernizzare" il Khanato. Queste riforme includevano vari tentativi di centralizzare il potere nelle mani del Khan, stabilendo un governo "autocratico", proprio come in Russia. In precedenza, il potere nel khanato era distribuito tra i capi di diversi clan, chiamati bey. Tentò di istituire una tassazione statale, un esercito arruolato e centralizzato e di sostituire il tradizionale sistema giuridico ottomano basato sulla fede religiosa con il diritto civile. Queste riforme, volte a sconvolgere il vecchio ordine ottomano, furono disprezzate dalla popolazione crimeana.

### Rivolte della Crimea (1777-1782)

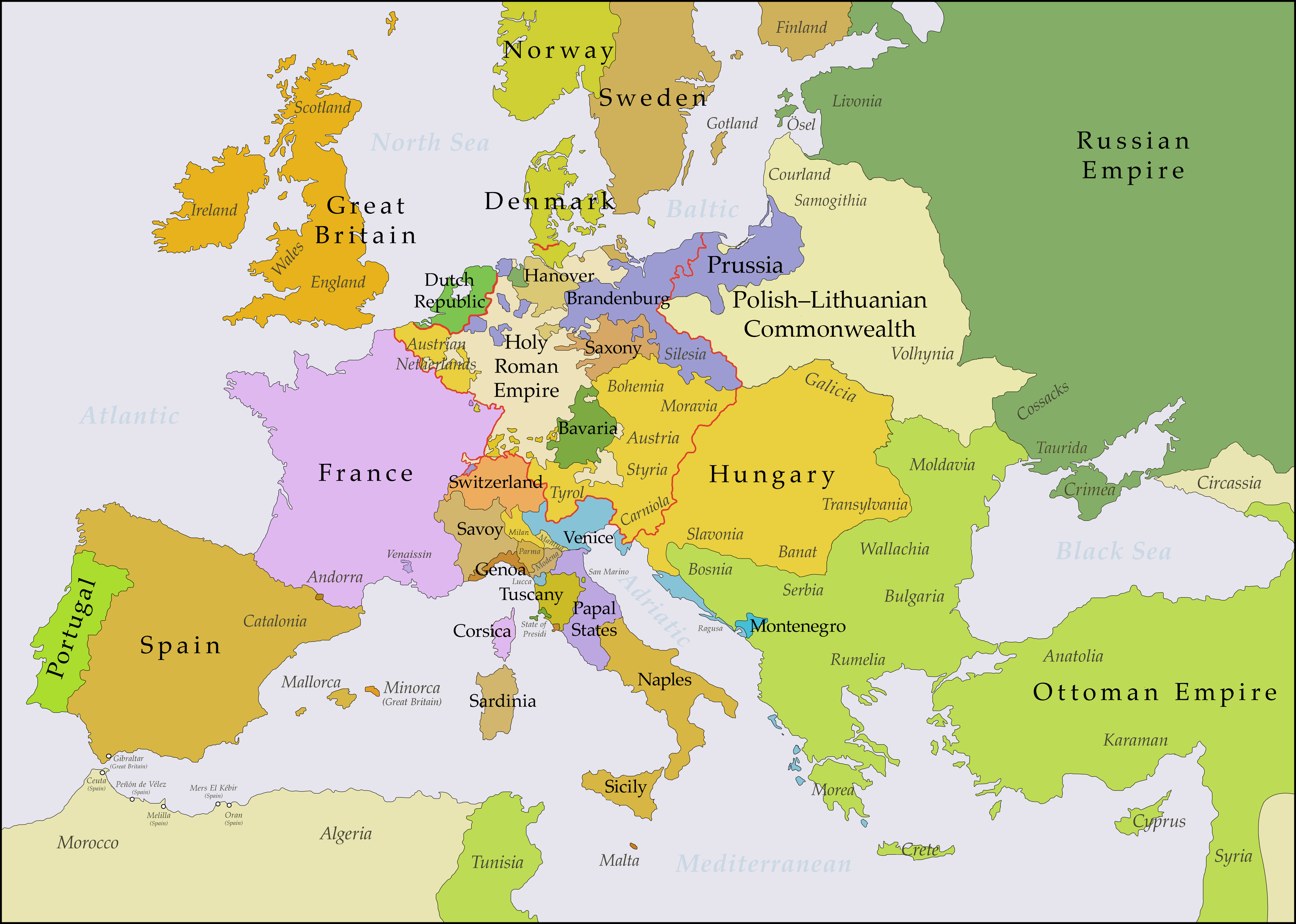
L'Europa dopo l'annessione della Crimea da parte della Russia, con la sponda settentrionale del Mar Nero sotto il controllo russo.

Per volere dell'imperatrice Caterina, Şahin permise ai russi di stabilirsi nella penisola, facendo infuriare ulteriormente i crimeani. Un gruppo di questi coloni fu inviato a Yeni-Kale, che rimase sotto il controllo russo dopo l'insediamento di Şahin come Khan. I residenti locali si unirono per impedire l'insediamento russo, ribellandosi contro Şahin. Egli inviò il nuovo esercito di coscritti che aveva creato per reprimere la ribellione, ma vide le sue forze disertare a favore dei ribelli. La rivolta si diffuse in tutta la penisola e le forze ribelli avanzarono verso il palazzo di Şahin a Bachčisaraj. In mezzo a questa ribellione, i crimeani in esilio a Costantinopoli spinsero il governo ottomano ad agire. Cedendo alle pressioni, il governo inviò una flotta in Crimea, apparentemente per preservare il Trattato di Küçük Kaynarca. La Russia, tuttavia, fu più rapida ad agire. Le forze russe arrivarono a Yeni-Kale nel febbraio 1778, reprimendo la rivolta prima dell'arrivo della flotta ottomana. Quando la flotta arrivò in marzo, scoprì che non c'erano più ribelli da sostenere. Combatté una breve scaramuccia con la marina russa al largo di Akitar (l'odierna Sebastopoli), ma fu "costretta" a fuggire. Şahin fu reintegrato come Khan. Scontri minori tra la marina ottomana e quella russa continuarono fino all'ottobre 1778, quando la flotta ottomana tornò sconfitta a Costantinopoli.
Negli anni successivi, Şahin continuò a cercare di riformare il Khanato. Il sostegno al suo programma di riforma rimase basso e fu gravemente minato dalla decisione dell'imperatrice Caterina di reinsediare i greci del Ponto di Crimea sulle coste settentrionali del Mar d'Azov, al di fuori del Khanato. Quella comunità, che era cristiana, era una parte essenziale della classe mercantile della Crimea e aveva sostenuto prontamente le riforme di Şahin. Questo reinsediamento causò danni significativi all'economia della Crimea e indebolì la posizione del Khan. Riconoscendo la sconfitta in Crimea, l'Impero ottomano firmò il trattato di Aynalıkavak all'inizio del 1779. Nell'accordo, gli ottomani riconobbero Şahin come Khan di Crimea, non promisero ulteriori interventi in Crimea e riconobbero che la Crimea era sotto l'influenza russa. I crimeani non potevano più aspettarsi il sostegno degli ottomani. Le riforme di Şahin procedettero, rimuovendo gradualmente i tatari dalle posizioni di influenza politica. Per un breve periodo, la Crimea rimase pacifica.
Una nuova ribellione, innescata dalla continua emarginazione dei tatari all'interno del governo del Khanato, iniziò nel 1781. Vari capi clan e le loro forze si riunirono nel Taman', attraverso lo stretto di Kerč' dalla Crimea. Nell'aprile 1782, gran parte dell'esercito di Şahin disertò ai ribelli unendosi a loro nel Taman'. La comunicazione tra i leader ribelli, inclusi due dei fratelli di Şahin, e l'élite amministrativa della Crimea era in corso. I funzionari religiosi (ulama) e giuridici (kadı), parti importanti dell'antico ordine ottomano, dichiararono apertamente la loro avversione per Şahin. Le forze ribelli attaccarono Kaffa il 14 maggio 1782. Le forze di Şahin furono rapidamente sconfitte e fu costretto a fuggire a Kerč', controllata dai russi. I capi ribelli elessero come Khan il fratello di Şahin Bahadır Giray e inviarono un messaggio al governo ottomano in cerca di riconoscimento. Non passò molto tempo, tuttavia, prima che l'imperatrice Caterina inviasse il principe Grigory Potemkin per riportare Şahin al potere. Nessuna opposizione significativa fu schierata contro gli invasori russi e molti ribelli fuggirono attraverso lo stretto di Kerč'. In quanto tale, il Khan fu riportato alla sua posizione nell'ottobre 1782. A questo punto, tuttavia, aveva perso il favore sia dei crimeani che dell'imperatrice Caterina. In una lettera a un consigliere russo a Şahin, Caterina scrisse: "Deve fermare questo trattamento scioccante e crudele e non dare loro [crimeani] un solo motivo per una nuova rivolta". Quando le truppe russe entrarono nella penisola, avviarono i lavori per la creazione di un porto del Mar Nero ad uso dell'Impero. La città di Akitar fu scelta come sede del porto, che avrebbe poi ospitato la flotta del Mar Nero appena creata. L'incertezza sulla sostenibilità della restaurazione di Şahin Giray, tuttavia, portò a un aumento del sostegno all'annessione della Crimea, guidata dal principe Potemkin.

## Annessione
Nel marzo 1783, il principe Potemkin fece una spinta retorica per incoraggiare l'imperatrice Caterina ad annettere la Crimea. Essendo appena tornato dalla Crimea, le riferì che molti della Crimea si sarebbero "felicemente" sottomessi al dominio russo. Incoraggiata da questa notizia, l'imperatrice Caterina emise un proclama formale di annessione il 19 aprile 1783. I tatari non resistettero all'annessione. Dopo anni di disordini, ai crimeani mancavano le risorse e la volontà di continuare a combattere e in molti fuggirono dalla penisola, partendo per l'Anatolia. Il conte Alexandr Bezborodko, allora stretto consigliere dell'imperatrice, scrisse nel suo diario che la Russia fu costretta ad annettere la Crimea:
Questa visione era lontana dalla realtà. La Crimea "indipendente" era un regime fantoccio e gli ottomani avevano svolto un ruolo scarso nelle rivolte della Crimea. La Crimea fu incorporata nell'Impero come oblast' della Tauride. Nello stesso anno, l'Impero ottomano firmò un accordo con la Russia che riconosceva la perdita della Crimea e di altri territori che erano stati detenuti dal Khanato. L'accordo, firmato il 28 dicembre 1783, fu negoziato dal diplomatico russo Yakov Bulgakov.
Nel 1787 scoppiò nuovamente una guerra tra l'Impero ottomano e l'Impero russo a causa della questione della Crimea e gli ottomani furono definitivamente sconfitti, lasciando la penisola alla Russia. Con il Trattato di Iași l'Impero ottomano riconobbe formalmente l'annessione del Khanato di Crimea da parte dell'Impero russo tramite il Trattato di Küçük Kaynarca del 1774, trasferendo anche lo Yedisan (il territorio tra i fiumi Dnestr e Bug, nella fascia settentrionale del Mar Nero), e la fondazione nel 1794 della città fortificata e base navale di Sebastopoli da parte del principe Grigorij Potëmkin.
Con il decreto di Paolo I del 12 dicembre 1796, l'oblast' della Tauride fu abolita, e il territorio fu diviso in due uezd, Akmechetskyi e Perekopskyi, che furono annessi al Governatorato della Nuova Russia.
Nel 1802 fu creato il Governatorato della Tauride, che esistette fino alla guerra civile del 1917.